# Xã Star, Quận Pennington, Minnesota
Xã Star (tiếng Anh: Star Township) là một xã thuộc quận Pennington, tiểu bang Minnesota, Hoa Kỳ. Năm 2010, dân số của xã này là 120 người.